# آمیگا ۳۰۰۰
کمودور آمیگا ۳۰۰۰ (به انگلیسی: Amiga 3000) یا به اختصار A3000 سومین محصول عمده شرکت کمودور از خانواده آمیگا است که در ژوئن ۱۹۹۰ میلادی عرضه گردید. از قابلیت‌های این دستگاه می‌توان به، سرعت بهبود یافته پردازش داده‌ها، بهبود پخش و ارائه تصاویر گرافیکی و یک سیستم عامل اصلاح شده اشاره کرد. این سیستم جانشین رایانه آمیگا ۲۰۰۰ در بازارهای جهانی است.
سیستم‌های پیشین از سری آمیگا (آمیگا ۵۰۰، ۱۰۰۰ و ۲۰۰۰) ساختار تقریباً یکسانی داشتند و فقط در بعضی از ویژگی‌های سطحی با هم متفاوت بودند، به همین دلیل آن‌ها با وجود تفاوت قیمت‌های زیاد، در عمل چندان از نظر سرعت پردازش با هم اختلافی نداشتند. آمیگا ۳۰۰۰ برخلاف پیشینیان خود یک سیستم کاملاً از نو طراحی شده بود که تبدیل به یک ایستگاه کاری با قابلیت‌های بالا گردید. پردازنده‌های جدید این رایانه، موتورولا ۶۸۰۳۰ با پردازش ۳۲ بیتی به عنوان سی پی یو و کمک پردازنده ۶۸۸۸۲ هستند. سیستم ۳۲ بیتی حافظه این رایانه در حالت پردازش اعداد صحیح حدود ۵ الی ۱۸ برابر افزایش سرعت و در حالت پردازش «ممیز شناور» نیز افزایش سرعتی حدود ۷ الی ۲۰۰ برابر را دارا است. شیارهای جدید ۳۲ بیتی گسترش «زورو ۳» قابلیت‌های قدرتمند و سریع تری را نسبت به سیستم‌های پیشین سری آمیگا ارائه می‌دهند.
مانند آمیگاهای قبلی، این مدل هم همچنان از سیستم عامل ۳۲ بیت آمیگااواس استفاده می‌کند. نسخه ۲٫۰ آمیگااواس از نظر کارایی و جذابیت بسیار بهتر از نسخه‌های قبلی این سیستم عامل شده است.

## مدل‌های مختلف

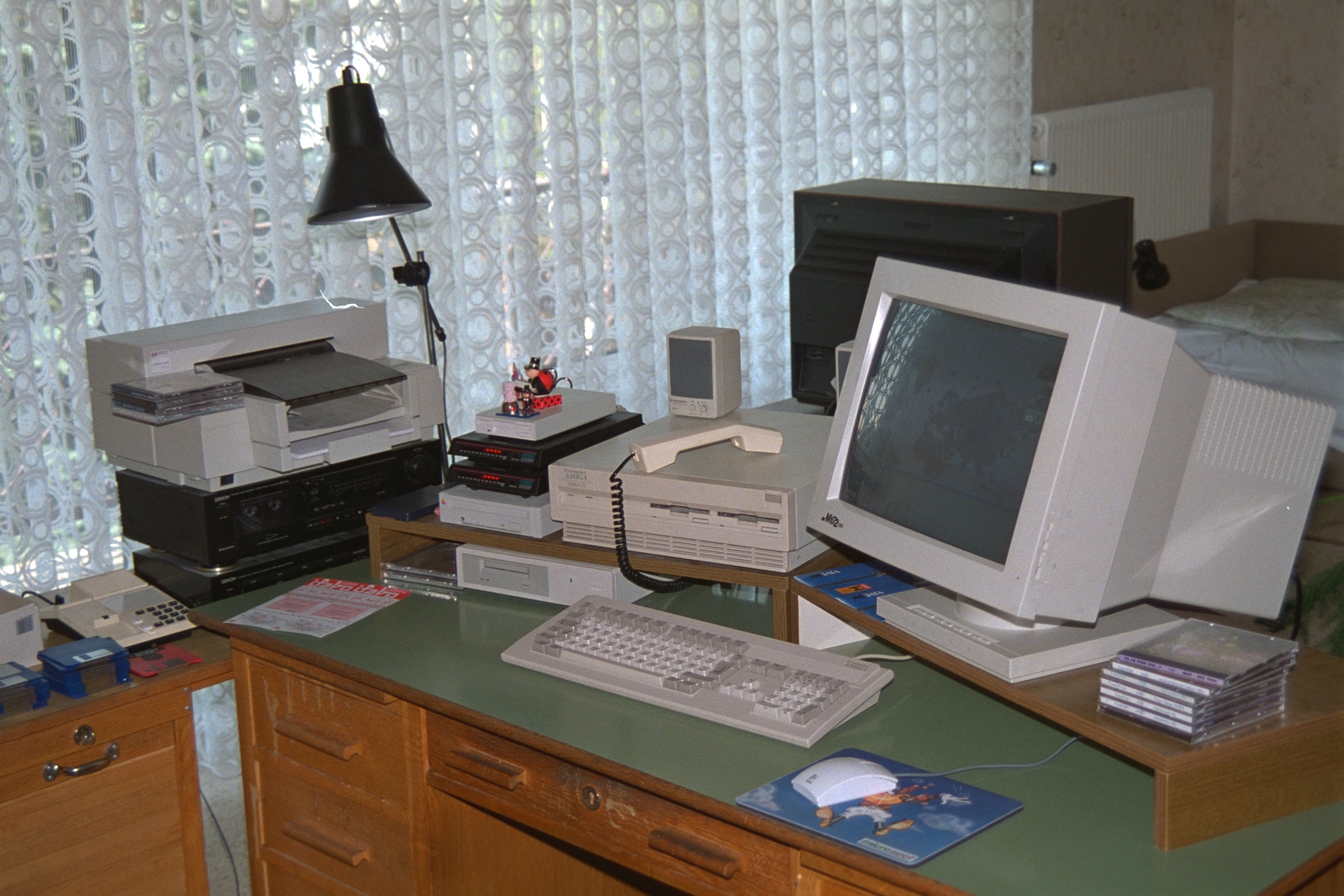
تصویری از یک سیستم دستگاه آمیگا در وسط تصویر قرار دارد.

یک مدل از آمیگا ۳۰۰۰ که به همراه سیستم عامل «یونیکس سیستم ۵» عرضه گردید، با عنوان «آمیگا ۳۰۰۰ یواکس» نامیده می‌شد. شرکت کمودور جهت عرضه این مدل همراه با سیستم عامل یونیکس، یک توافقنامه برای گرفتن اجازه استفاده از سیستم عامل «یونیکس سیستم ۵» (نسخه ۴) با شرکت AT&T منعقد نمود. کمودور همچنین یک مدل آمیگا ۳۰۰۰ که دارای کیس ایستاده بود، با نام «آمیگا ۳۰۰۰ تی» تولید و در بازارهای جهانی به فروش رساند.
یک مدل پیشرفته با نام «آمیگا ۳۰۰۰ پلاس» که دارای چیپست پیشرفته «ای جی ای» و یک پردازشگر سیگنال دیجیتال AT&T DSP3210 بود، در سال ۱۹۹۱ توسط کمودور به مرحله پیش تولید رسید، اما این سیستم هرگز به بازارهای جهانی عرضه نشد. شرکت کمودور و شرکت AT&T مذاکراتی را برای قرار دادن سیستم عامل VCOS/VCAS به صورت باندل در یکی از سیستم‌های رایانه شخصی خود آغاز کرد، اما به نتیجه نرسید ولی این مذاکرات در نهایت به شرکت اپل کمک کرد تا دو سال بعد سری رایانه‌های «مکینتاش کوادرا ۶۶۰» و «کوادرا ۸۴۰» را تولید نماید.
شرکت کمودور پس از عدم عرضه «آمیگا ۳۰۰۰ پلاس»، بعد از گذشت ۶ ماه در پاییز ۱۹۹۲ اقدام به تولید و عرضه آمیگا ۴۰۰۰ نمود.

## مشخصات فنی

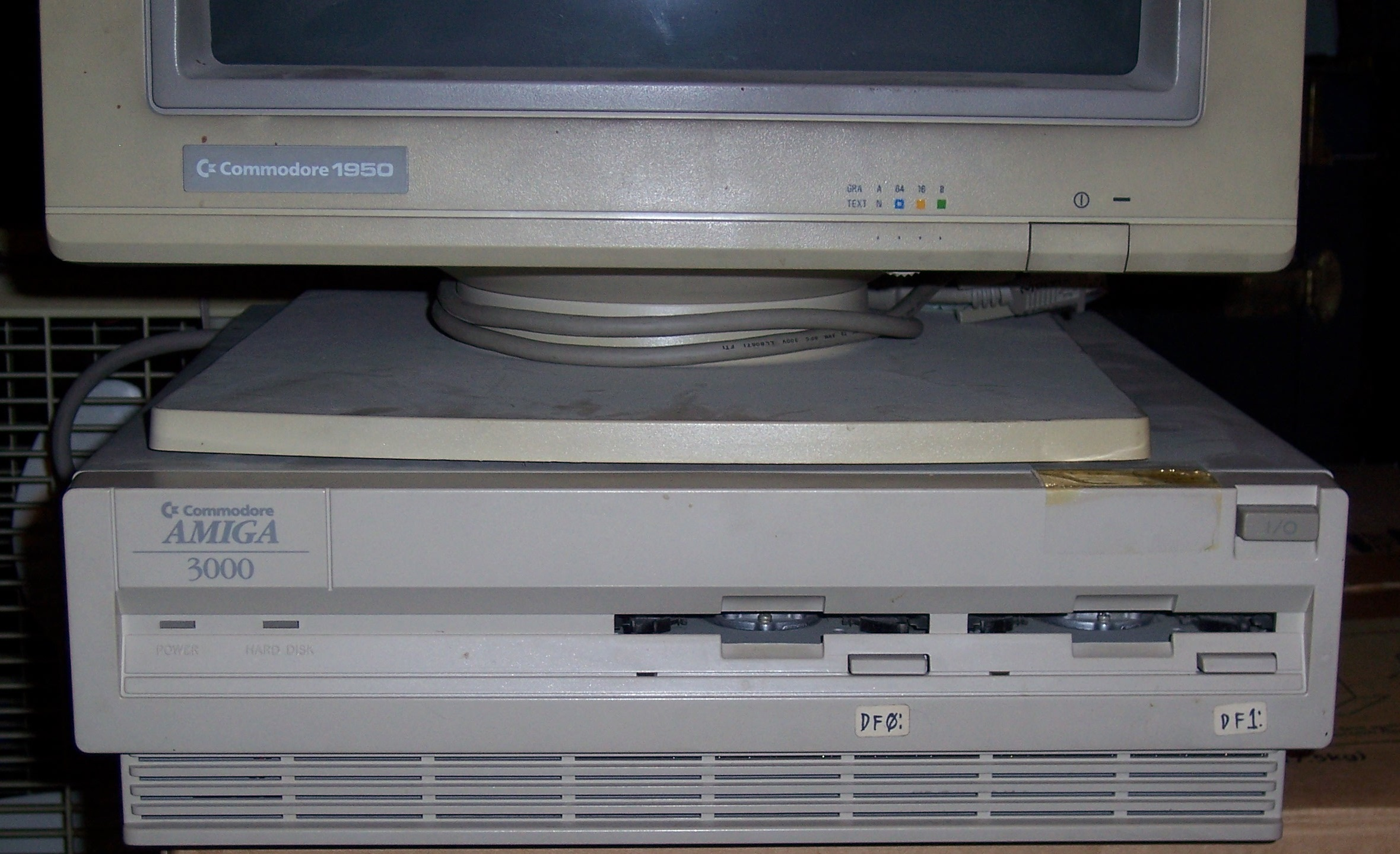
سیستم آمیگا ۳۰۰۰

آمیگا ۳۰۰۰ با یک ریز پردازنده مرکزی موتورولا ۶۸۰۳۰ در دو سرعت ۱۶ یا ۲۵ مگاهرتز و ۲ مگابایت حافظه رَم به بازار عرضه شد. این سیستم همچنین شامل چیپست «ایی سی اس»، یک «توسعه دهنده نمایش» جهت استفاده از نمایشگرهای «وی جی ای» و یک کنترلر DMA SCSI-II به همراه دیسک سخت بود.
«حافظه رم سریع» این سیستم به صورت تراشه‌های دی‌آی‌پی (حداکثر ۴ مگابایت) یا به صورت تراشه‌هایZIP DRAM (حداکثر ۱۶ مگابایت) در دسترس هستند.
آمیگا ۳۰۰۰ برخلاف اغلب مدل‌های آمیگا، از هر دو روش بارگذاری «کیک استارت‌ها» پشتیبانی می‌کند، روش اول «کیک استارت» های بارگذاری شده داخل حافظه رام و روش دوم بارگذاری از طریق دیسک می‌باشند.
آمیگا ۳۰۰۰ همچنین دارای تعداد زیادی کانکتورهای سازگار سری آمیگا است، از جمله دو درگاه DE-9 برای جوی استیک، ماوس یا قلم نوری، یک درگاه سریال ۲۵ پین RS-232 و یک درگاه موازی ۲۵ پین. در نتیجه آمیگا ۳۰۰۰ در هنگام عرضه در بازار با بسیاری از لوازم جانبی مدل‌های موجود آمیگا سازگاری داشت، مانند اینترفیس‌های میدی و مودم‌ها.
آمیگا ۳۰۰۰ دارای چهار شیار ارتقاء ۳۲ بیتی «زورو ۳» در داخل کیس است که اجازه استفاده از کارت‌های سخت‌افزاری سازگار با «کانفیگ خودکار» از جمله کارت‌های گرافیک، کارت‌های صدا، کارت‌های شبکه و حتی کنترلرهای «یو اس بی» را به سیستم می‌دهد.
دو شیار غیرفعال ISA داخلی سیستم نیز با استفاده از یک bridgeboard و اتصال شیارهای «زورو» و ISA، قابل فعال شدن است. بعضی از bridgeboardها دارای ویژگی‌هایی هستند که آن‌ها را با رایانه‌های آی بی ام سازگار می‌کند، مانند ریزپردازنده‌های اینتل ۸۰۲۸۶, ۸۰۳۸۶ یا ۸۰۴۸۶ که اجازه شبیه‌سازی کل سیستم یک پی سی سازگار با آی بی ام را بر روی آمیگا ۳۰۰۰ می‌دهد.
| ویژگی                   | مشخصات |
| ----------------------- | --- |
| واحد پردازش مرکزی       | موتورولا ۶۸۰۳۰ (سرعت ۱۶ یا ۲۵ مگاهرتز) |
| کمک‌پردازنده ریاضی       | موتورولا ۶۸۸۸۱ (۱۶ مگاهرتز) یا موتورولا ۶۸۸۸۲ (۲۵ مگاهرتز) |
| حافظه رَم                | ۲ مگابایت (به صورت ۱ مگابایت تراشه چیپ رَم و ۱ مگابایت «رَم سریع») حداکثر ۲ مگابایت چیپ رَم ۳۲ بیت و ۱۶ مگابایت «رَم سریع» بر روی مادربورد قابل ارتقاء به ۱۲۸ مگابایت از طریق اسلات «سی پی یو» و ۲ گیگابایت از طریق شیار «زورو ۳» |
| حافظه رام               | ۵۱۲ کیلوبایت |
| چیپ ست                  | «ایی سی اس» (Enhanced Chip Set) |
| ویدئو                   | پلت رنگ ۱۲ بیتی (۴۰۹۶ رنگ) - ۳۲۰×۲۰۰ به ۳۲۰×۵۱۲ با ۳۲، ۶۴ (حالت تصویری EHB که در مدل‌های ان‌تی‌اس‌سی وجود نداشت) یا ۴۰۹۶ رنگ (HAM) همزمان در صفحه نمایش - ۶۴۰×۲۰۰ به ۶۴۰×۵۱۲ با قابلیت نمایش هم‌زمان ۱۶ رنگ بر روی صفحه نمایش - ۱۲۸۰×۲۰۰ به ۱۲۸۰×۵۱۲ با قابلیت نمایش هم‌زمان ۴ رنگ بر روی صفحه نمایش اسکن افقی تصویر ۱۵٫۶۰ الی ۳۱٫۴۴ کیلوهرتز اسکن عمودی تصویر ۵۰ الی ۷۲ هرتز حالت «توسعه دهنده نمایش» جهت استفاده از نمایشگرهای VGA |
| صدا                     | ۴ کانال ۸ بیت PCM (دو کانال استریو) ۲۸ الی ۵۶ کیلوهرتز حداکثر سمپل ریت بستگی به حالت گرافیکی سیستم دارد. |
| فضای ذخیره‌سازی داخلی    | گرداننده دیسک سخت ۳٫۵ اینچ ۴۰، ۵۰ یا ۱۰۰ مگابایت SCSI (قابل ارتقاء) |
| حافظه ذخیره‌سازی جداشدنی | گرداننده فلاپی دیسک ۳٫۵ اینچ (با ظرفیت ۸۸۰ کیلوبایت) یا ظرفیت بالا (۱۷۶۰ کیلوبایت) |
| درگاه‌های ورودی/خروجی    | خروجی آنالوگ آرجی‌بی ویدئو (DB-23M) خروجی آنالوگ ویدئو «وی‌جی‌ای» (DB-15F) ۲ خروجی صوت (رابط آرسی‌ای) درگاه صفحه کلید (رابط ۵ پین DIN) دو عدد درگاه ورودی ماوس و جوی استیک (DE9) درگاه سریال RS-232 درگاه موازی (DB-25F) درگاه گرداننده فلاپی دیسک (DB-23F) کانکتور SCSI داخلی ۵۰ پین کانکتور SCSI خارجی (DB-25F) |
| شیارهای توسعه           | ۴ شیار ۱۰۰ پین ۱۶ بیت «زورو ۳» ۱ شیار ویدئو ۲ شیار غیرفعال ۱۶ بیت ISA (برای فعال شدن نیاز به bridgeboard می‌باشد) ۱ شیار ۲۰۰ پین برای ارتقاء «سی پی یو» ۸ شیار ۳۰ پین دی‌آی‌پی ۳۲ شیار ZIP |
| سیستم عامل              | آمیگااواس ۱٫۳ (کیک‌استارت ۱٫۳ و رابط کاربری گرافیکی «ورک بنچ» ۱٫۳) یا آمیگااواس ۲٫۰ (کیک‌استارت ۲٫۰۴ و رابط کاربری گرافیکی «ورک بنچ» ۲٫۰۴) |
| متفرقه                  | ۲ عدد مکان قرارگیری گرداننده ۳٫۵ اینچ در جلوی کیس ۱ عدد گرداننده نصب شده داخل کیس ۳٫۵ اینچ باتری نگهدارنده زمان |

## همسنگ‌های انگلیسی
1. ↑  workstation
2. ↑  Motorola 32-bit 68030
3. ↑  co-processor
4. ↑  integer
5. ↑  floating point
6. ↑  Zorro III
7. ↑  AmigaOS
8. ↑  UNIX System V
9. ↑  Amiga 3000UX
10. ↑  Amiga 3000T
11. ↑  Quadra 660
12. ↑  Quadra 840
13. ↑  Amiga 3000+
14. ↑  Enhanced Chip Set (ECS)
15. ↑  Video Graphics Array (VGA)
16. ↑  Fast RAM
17. ↑  Dual in-line package
18. ↑  Zig-zag in-line package
19. ↑  Kickstart
20. ↑  USB controllers
21. ↑  Industry Standard Architecture
22. ↑  Expansion slots
23. ↑  Workbench